# Симонс, Хави
Ча́ви или Ха́ви Квентин Сай Симонс (нидерл. Xavi Quentin Shay Simons, нидерландское произношение: [ˈt͡ɕɑʋi ˈsimɔns]; род. 21 апреля 2003, Амстердам) — нидерландский футболист, полузащитник клуба «РБ Лейпциг» и сборной Нидерландов. Участник чемпионата мира 2022. Бронзовый призёр чемпионата Европы 2024.

## Личная жизнь
Родился в Амстердаме в семье футболиста Региллио Симонса, который, в свою очередь, имеет суринамские корни. После окончания карьеры игрока в 2005 году Региллио занимается тренерской работой в Нидерландах.
По словам Симонса, его мать Пегги назвала его в честь футболиста Хави Эрнандеса, услышав его имя за просмотром матча Барселоны вскоре после рождения сына. В возрасте трёх лет Чави вместе с матерью и старшим братом Фаустино переехал в испанский город Рохалес, где большинство населения составляют иностранцы. Симонсы жили небогато: Фаустино рассказывал Чави, что их мать, покормив детей, часто отказывалась от еды сама.

## Клубная карьера
С 2010 года тренировался в футбольной академии «Барселоны», где считался одним из самых талантливых игроков. За ним с раннего возраста наблюдали скауты других клубов, включая «Челси» и «Реал Мадрид». В июле 2019 года стало известно о переходе Симонса во французский клуб «Пари Сен-Жермен» после того, как его агент Мино Райола не смог согласовать новый контракт с «Барселоной». Переход называли «сенсационным», «шокирующим» и «скандальным». Испанская газета Marca вышла с заголовком: «ПСЖ подписал Хави Симонса, бриллиант в академии „Барселоны“». По контракту с парижским клубом Симонс должен будет зарабатывать до 1 млн евро в год.
Несмотря на то что, к началу 2020 года Симонс ещё не играл ни за один клуб на профессиональном уровне, он имел более 2,4 миллионов подписчиков в Instagram, а также подписал крупный спонсорский контракт с компанией Nike. Он был популярен в Instagram ещё до перехода в парижский клуб: так, в августе 2017 года на него уже было подписано более 400 тысяч человек, а видеоролики с его участием набирали миллионы просмотров.
10 февраля 2021 года дебютировал в основном составе «Пари Сен-Жермен» в матче Кубка Франции против «Кана».
28 июня 2022 года перешёл в нидерландский клуб ПСВ, подписав пятилетний контракт. Дебютировал за клуб 30 июля 2022 года в матче за Суперкубок Нидерландов против «Аякса», где футболист на 90 минуте забил свой дебютный гол за клуб и стал обладателем кубка.
19 июля 2023 года «Пари Сен-Жермен» активировал опцию обратного выкупа Симонса у ПСВ, после чего игрок подписал с парижским клубом четырёхлетний контракт. В тот же день Симонс отправился в сезонную аренду в немецкий клуб «РБ Лейпциг». 25 августа в матче Бундеслиги против «Штутгарта» забил свой первый гол за «РБ Лейпциг». 3 сентября забил свой второй мяч за клуб против берлинского «Униона», который позднее был признан лучшим голом месяца в Бундеслиге по итогам сентября.
5 августа 2024 года аренда Симонса в «РБ Лейпциг» была продлена до конца сезона 2024/25.

## Карьера в сборной
Симонс выступал за сборные Нидерландов до 15, до 16, до 17, до 19 лет и до 21 года.
3 декабря 2022 года дебютировал за главную сборную Нидерландов в матче чемпионата мира против сборной США.

## Статистика

### Выступления за клубы
По состоянию на 17 мая 2025 года
| Выступление      | Выступление      | Выступление      | Чемпионат | Чемпионат | Кубки | Кубки | Еврокубки | Еврокубки | Прочие | Прочие | Итого | Итого |
| Клуб             | Лига             | Сезон            | Игры      | Голы      | Игры  | Голы  | Игры      | Голы      | Игры   | Голы   | Игры  | Голы  |
| ---------------- | ---------------- | ---------------- | --------- | --------- | ----- | ----- | --------- | --------- | ------ | ------ | ----- | ----- |
| Пари Сен-Жермен  | Лига 1           | 2020/21          | 1         | 0         | 1     | 0     | 0         | 0         | 0      | 0      | 2     | 0     |
| Пари Сен-Жермен  | Лига 1           | 2021/22          | 6         | 0         | 3     | 0     | 0         | 0         | 0      | 0      | 9     | 0     |
| Пари Сен-Жермен  | Итого            | Итого            | 7         | 0         | 4     | 0     | 0         | 0         | 0      | 0      | 11    | 0     |
| ПСВ              | Эредивизи        | 2022/23          | 34        | 19        | 5     | 2     | 9         | 1         | 0      | 0      | 48    | 22    |
| ПСВ              | Итого            | Итого            | 34        | 19        | 5     | 2     | 9         | 1         | 0      | 0      | 48    | 22    |
| РБ Лейпциг       | Бундеслига       | 2023/24          | 32        | 8         | 3     | 0     | 8         | 2         | 0      | 0      | 43    | 10    |
| РБ Лейпциг       | Бундеслига       | 2024/25          | 25        | 10        | 3     | 1     | 5         | 0         | 0      | 0      | 33    | 11    |
| РБ Лейпциг       | Итого            | Итого            | 57        | 18        | 6     | 1     | 13        | 2         | 0      | 0      | 76    | 21    |
| Всего за карьеру | Всего за карьеру | Всего за карьеру | 98        | 37        | 15    | 3     | 22        | 3         | 0      | 0      | 135   | 43    |

### Матчи Симонса за сборную Нидерландов
| Матчи Симонса за сборную Нидерландов | Матчи Симонса за сборную Нидерландов | Матчи Симонса за сборную Нидерландов | Матчи Симонса за сборную Нидерландов | Матчи Симонса за сборную Нидерландов | Матчи Симонса за сборную Нидерландов |
| ------------------------------------ | ------------------------------------ | ------------------------------------ | ------------------------------------ | ------------------------------------ | ------------------------------------ |
| №                                    | Дата                                 | Соперник                             | Счёт                                 | Голы Симонса                         | Соревнование                         |
| 1                                    | 3 декабря 2022                       | США                                  | 3:1                                  | —                                    | Чемпионат мира 2022                  |
| 2                                    | 24 марта 2023                        | Франция                              | 0:4                                  | —                                    | Чемпионат Европы 2024 (отбор)        |
| 3                                    | 27 марта 2023                        | Гибралтар                            | 3:0                                  | —                                    | Чемпионат Европы 2024 (отбор)        |
| 4                                    | 14 июня 2023                         | Хорватия                             | 2:4                                  | —                                    | Лига наций УЕФА 2022/2023            |
| 5                                    | 18 июня 2023                         | Италия                               | 2:3                                  | —                                    | Лига наций УЕФА 2022/2023            |
| 6                                    | 7 сентября 2023                      | Греция                               | 3:0                                  | —                                    | Чемпионат Европы 2024 (отбор)        |
| 7                                    | 10 сентября 2023                     | Ирландия                             | 2:1                                  | —                                    | Чемпионат Европы 2024 (отбор)        |
| 8                                    | 13 октября 2023                      | Франция                              | 1:2                                  | —                                    | Чемпионат Европы 2024 (отбор)        |
| 9                                    | 16 октября 2023                      | Греция                               | 1:0                                  | —                                    | Чемпионат Европы 2024 (отбор)        |
| 10                                   | 18 ноября 2023                       | Ирландия                             | 1:0                                  | —                                    | Чемпионат Европы 2024 (отбор)        |
| 11                                   | 21 ноября 2023                       | Гибралтар                            | 6:0                                  | —                                    | Чемпионат Европы 2024 (отбор)        |

Итого: 11 матчей / 0 голов; 7 побед, 0 ничьих, 4 поражения.

## Достижения

### Командные достижения
«Пари Сен-Жермен»
- Чемпион Франции: 2021/22
- Обладатель Кубка Франции: 2020/21

ПСВ
- Обладатель Кубка Нидерландов: 2022/23
- Обладатель Суперкубка Нидерландов: 2022

«РБ Лейпциг»
- Обладатель Суперкубка Германии: 2023

### Личные достижения
- Игрок месяца в Эредивизи (2): август 2022[35], март 2023[36]
- Талант месяца в Эредивизи: январь 2023[37]
- Член «команды месяца» Эредивизи (5): август 2022[35], январь 2023[38], февраль 2023[39], март 2023[40], май 2023[41]
- Талант года в Эредивизи: 2022/23[42]
- Новичок месяца в Бундеслиге (2): декабрь 2023[43], апрель 2024[44]
- Автор гола месяца в Бундеслиге (2): сентябрь 2023[45], январь 2024[46]
- Член символической сборной сезона в Бундеслиге по версии VDV: 2023/24[47]